# Lonchoptera nitidifrons
Espèce
Lonchoptera nitidifrons est une espèce de diptères de la famille des Lonchopteridae.